# リリ・セイント・シア
リリ・セイント・シア(英語: Lili St. Cyr、1917年6月3日 - 1999年1月29日)はアメリカ合衆国出身のバーレスクパフォーマーである。1940年代から1950年代にかけて、セイント・シアはジプシー・ローズ・リーやアン・コリオと並んでストリップティーズ界で最も有名なスターだった。セイント・シアは露出やスキャンダルで話題をとるのではなく、質の高いショーをすることでストリップやバーレスクの世界で名を上げていた。 セイント・シアの芸名はフランスの貴族の苗字「サン・シール」からとったもので、ラスヴェガスでヌードダンサーとして出演することになった際にはじめて使用したものだった。

## 初期のキャリア
リリ・セイント・シアはマリー・フランシス・ヴァン・シャーク(Marie Frances Van Schaack)として1917年6月3日、ミネソタ州ミネアポリスに生まれた（1918年生まれ説もある）。妹のローズマリー・ミンスキー(本名ヴァン・シャーク、1924年生まれ)ものちにバーレスクパフォーマーになり、2004年に『エレン・デジェネレス・ショー』に出演した。姉妹は祖父母であるクラーキスト夫妻に育てられた。少女時代はパサデナに住んでいた。
子どもの頃からバレエのレッスンを受け、ハリウッドのフロレンティン・ガーデンズでコーラスラインのプロダンサーとして働き始めた。自分で振り付けたショーのおかげで、サンフランシスコのミュージック・ボックスというクラブでちょっとした役を得ることができるようになった。ここでセイント・シアはクラブの呼び物であるストリップティーズのスターに比べるとダンサーの給料は非常に低いことを知った。

## バーレスクのスターへ
ダンサーとして働き始めてから2年ほどたって、セイント・シアはミュージック・ボックスのアイヴァン・フェーノヴァのプロダクションでアメリカン・バーレスクのストリッパーとしてデビューした。プロデューサーはセイント・シアがパフォーマンスするところすら見ておらず、目立つ容姿だけで出演を決めたという。最初のショーは大失敗だったが、セイント・シアをクビにするのではなく、フェーノヴァは考え直して新しいショーを作った。ダンスの最後に、裏方がセイント・シアのGストリングにつけた釣り竿を引っ張ってGストリングがバルコニーに飛び、明かりが暗くなっていくという内容であった。この有名なショーは「G飛ばし」("The Flying G")と呼ばれ、このようなクリエイティヴなショーがセイント・シアのトレードマークになった。その後さまざまな会場で演じられるようになったセイント・シアのショーの多くは「オオカミ女」("The Wolf Woman")、「ファウヌスの午後」("Afternoon of a Faun")、「バレエダンサー」("The Ballet Dancer")、「ペルシャのハレム」("In a Persian Harem")、「中国の乙女」("The Chinese Virgin")、「自殺」(体を露わにすることで迷う恋人に求愛しようとするショー)、「ジャングルの女神」("Jungle Goddess"、オウムと愛をかわそうとするショー)などの名前で呼ばれ、人々の記憶に残ることとなった。小道具はショーを作るにあたり不可欠な要素だった。セイント・シアはバスタブのほか、化粧テーブルや鏡、帽子掛けなど手の込んだセットを用いることで知られていた。シンデレラ、闘牛士、サロメ、花嫁、自殺者、クレオパトラ 、ドリアン・グレイなどに扮してさまざまなパフォーマンスを行っていた。

### モントリオール
リリ・セイント・シアは1940年代末から1950年代頃まで、モントリオールで最も有名な女性と呼ばれていた。セイント・シアはハリウッド映画を愛好し、とくに『ギルダ』(1946) でリタ・ヘイワース演じるヒロインがバーレスクを披露する場面から影響を受けた。ケベック州のカトリックの聖職者はセイント・シアのショーを糾弾し、こうした抗議は公衆風紀委員会にも影響を及ぼした。セイント・シアは逮捕され、猥褻だとして訴えられたが、結局は無罪となった。しかしながらこの後にリリが出演していたゲイエティ座で建物崩落の事故があり、セイント・シアは1951年にモントリオールを離れた。1982年にセイント・シアはフランス語の自伝『ストリッパーとしてのわが人生』(Ma Vie de Stripteaseuse, Éditions Quebecor)を刊行した。この本で、セイント・シアはゲイエティ座に対する愛着とモントリオールの街に対する愛を語っている。

### ハリウッド：ナイトクラブ、映画、写真
ハリウッドのチーロズに「解剖爆弾」("Anatomic Bomb")という触れ込みで出演していた際もセイント・シアは猥褻として糾弾されることになった。ハリウッドの悪名高い弁護士ジェリー・ギーズラーを法廷代理人とし、セイント・シアは陪審に対して自らのショーは洗練されたエレガントな内容のものだと証明しようとした。セイント・シアが示したように、ショーの内容はドレスを降ろしたり、帽子をかぶったり、ブラジャーを脱いだり(下には別の衣装を着用している)、ネグリジェになるだけのものだった。さらにそれから控えめにメイドの後ろで服を脱ぎ、泡風呂に入って水しぶきをあげ、いくぶんかは衣類をつけた状態で出てくるといった程度であった。証人として出廷した後、当時の新聞が述べているように「弁護側も他の皆も休廷した」。80分ほど陪審団が協議した後、セイント・シアは無罪となった。
セイント・シアは数本の映画に出演したが、俳優としてのキャリアはうまくいかなかった。1953年にハワード・ヒューズの支援を受けてはじめてメジャー映画『四十人の女盗賊』（Son of Sinbad）に出演した。この映画は、ある批評家によると「出歯亀のお楽しみ」で、セイント・シアは魅力的なスター候補女優でいっぱいのバグダードのハレムの主要メンバーの役であった。この映画はカトリック矯風団から非難を受けた。セイント・シアは1958年のノーマン・メイラーの『裸者と死者』の映画版にも出演した。この映画ではセイント・シアは「ジャージー・リリ」というホノルルのナイトクラブのストリッパー役を演じており、恋人である兵士は彼女の絵をグラウンドシートの下に描いて仲間に自慢するという内容だった。セイント・シアがナイトクラブで行うショーは検閲官により大きくカットされた。しかしながらセイント・シアの映画におけるキャリアは短いもので、ストリッパーとして端役を演じるか、自身として出演するのがふつうであった。セイント・シアのダンスはアーヴィング・クロウによる2本の映画、『ヴァラエティーズ』(Varietease)と『ティーズラマ』(Teaserama)で華々しくとりあげられている。
セイント・シアはピンナップ写真でも有名で、とくにハリウッドの黄金時代における主要なグラマーフォトの写真家「ハリウッドのバーナード」としてよく知られていたブルーノ・バーナードが撮影した写真はよく知られていた。バーナードは、セイント・シアがお気に入りのモデルで、自分のミューズだったと述べている。

## 引退
キャリアの末期にはそれほど話題になることもなくなっていったが、1950年にはたびたびタブロイド紙に数回にわたる結婚や彼女をめぐるケンカ騒ぎ、自殺未遂などがとりあげられることもあった。リリは全盛期に築き上げた財産をすり減らしていた。リリのような女性の多くは夫や家族からの財政的支援を受けられなかった。セイント・シアは1970年代に舞台を引退し、ランジェリーのビジネスを始め、死ぬまで関心を持って続けていた。フレデリックス・オヴ・ハリウッド同様、「アンディ・ワールド・オブ・リリ・セイント・シア」(Undie World of Lili St. Cyr)はストリッパー向けの衣装や水商売をしていない女性向けのファンシー衣装を提供していた。店のカタログには豪勢で詳しい写真や絵が掲載されており、手ずから選んだ生地を用いたそれぞれの品物を着て自身がモデルをつとめていた。「スキャンティ・パンティ」の広告には、「街でも舞台でも写真でも完璧に見える」という宣伝が掲載されている。最晩年は「静かなもので、ハリウッドの質素なアパートで猫たちだけと同居して暮らしていた」。

## 死
セイント・シアはカリフォルニア州ロサンゼルスで1999年1月29日に81歳で亡くなった。子どもはいなかったが、1957年10月5日にマイク・ウォレスが行ったインタビューで、子どもが欲しく、養子をとりたいと述べていた。

## 私生活
セイント・シアは6回結婚している。夫のうち、オートバイスピードウェイ選手のコーディ・ミルン、ミュージカル・コメディの役者で元バレエダンサーのポール・ヴァレンタイン、レストラン経営者のアルマンド・オルシーニ、役者のテッド・ジョーダンなどは有名人だった。

## 死後の顕彰
死後にバーレスクやベティ・ペイジへの関心が再燃したため、新しい多数のファンがアーヴィンク・クロウの写真や映画に出ているダンサーを再発見するようになった。A&Eは2001年にセイント・シアの作品を含むバーレスクスペシャルを放映している。

## 影響
セイント・シアの名前は、映画化もされた2つのミュージカル作品の歌に登場する。1940年にリチャード・ロジャースとローレンツ・ハートが作ったミュージカル『パル・ジョーイ』に登場する歌"Zip"のクライマックスで、歌い手(リポーターでストリッパーになるつもりのメルバ・スナイダー)が「いったいリリ・セイント・シアって誰？」(つまり彼女が持っていて自分に無いものは何？という含みがある)という修辞疑問を発する。一方、1975年のミュージカル『ロッキー・ホラー・ショー』の歌"Don't Dream It" (映画版ではスーザン・サランドンが演じたジャネット・ワイズが歌う)の最後の部分は「リリ・セイント・シアに神の祝福を！」という歌詞である。
1981年に女優のカサンドラ・ピーターソンはエルヴァイラというキャラクターを演じて有名になったが、このキャラクターはリリ・セイント・シアの深い谷間を強調するブラジャーをトレードマークとして着用していた。
1989年にセイント・シアの夫のひとりであるテッド・ジョーダンがマリリン・モンローの伝記Norma Jean: My Secret Life with Marilyn Monroe (New York, William Morrow and Company, 1989)を書き、ここでジョーダンはセイント・シアとモンローの間に情事があったと主張した。この主張はモンローの伝記作家たちからは広く反発を受け、セイント・シアの伝記作家たちからは広く支持された。ジョーダンの本を出版したウィリアム・モロウ社の編集者であるライザ・ドーソンは1989年に『ニュースデイ』のインタビューで、マリリンがセイント・シアから受けた影響について主張している。ドーソンによると「マリリンは非常にリリ・セイント・シアのスタイルを真似ていました。服装、話し方、ペルソナ全部です。ノーマ・ジーンは高くてきいきい声で話す内気な茶色の髪の少女でしたが、セックスの女神になる方法はリリ・セイント・シアから学んだんです」。
2009年にクリスティーン・ヤングのアルバムMusic for Strippers, Hookers, and the Odd On-Lookerで発表された歌"Lily Sincere"はリリ・セイント・シアへのオマージュである。
2010年にエルヴィス・コステロが出したアルバムNational Ransomのタイトル曲は「ミリセント・セイント・シア」に言及している。

## フィルモグラフィ
- Love Moods (1952)
- Bedroom Fantasy (1953)
- Striporama (1953)
- Varietease (1954)
- Teaserama (1955)
- 四十人の女盗賊 Son of Sinbad (1955)
- Buxom Beautease (1956)
- 裸者と死者 The Naked and the Dead (1958)
- I, Mobster (1958)
- Runaway Girl (1962/1965)